# 劉雨昕
劉雨昕（英語：XIN LIU，1997年4月20日—），出生於貴州省貴陽市，中國女歌手及舞者。
2012年参加《向上吧！少年》获得最向上少年奖。
2016年參加《蜜蜂少女隊》獲勝出道。
2018年5月20日发行个人首张EP《XIN》。
2020年参加《青春有你2》最终排名第一名以THE NINE中心位出道。
2021年12月11日，發行個人首張專輯《XANADU》。

## 早年經歷
1997年4月20日出生於中國貴州省。
媽媽是國家一級地方戲戲曲演員，爸爸從事古典音樂相關工作，爺爺退休前在京劇團工作，從小跟着母亲经历各种演出，曾短暫學習芭蕾舞，擁有鋼琴八級證書。
於10歲開始接觸街舞。2010年，成為中國街舞圈Popping 舞者-舞佳舞 “五虎上將” 成員，林夢的唯一徒弟。

## 演艺經歷

### 2012年至2015年：早期演艺经历
2012年，参加《向上吧！少年》获得最向上少年奖。
2013年，貴陽《SEXY DANCER POPPIN》冠軍。《現音最強爭霸賽》冠軍。《CHINA POPPIN SESSION》亞軍。同年参加《舞林爭霸》，获楊麗萍、陈小春、金星，方俊四位评委全票通过。
2014年，《舞動黔城》亞軍。同年創作原创歌曲《从不》。
2015年，創作原创歌曲《十八》。同年获得天藝第五屆《盤龍杯》現代舞組一等獎。

### 2016年至2019年：Lady bees蜜蜂少女隊

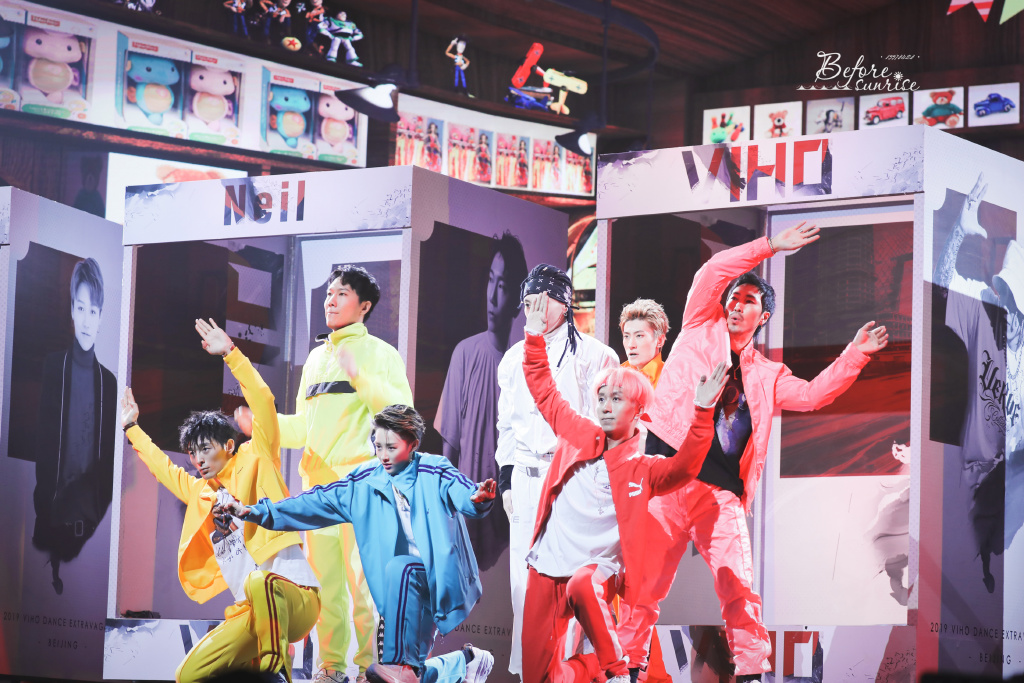
杨文昊VERVE街舞专场（藍衣）

2016年3月12日，參加《蜜蜂少女隊》選拔，加入教頭吳奇隆「閃耀七隆珠」戰隊，以蜂巢训练生身分进行训练三个月。
5月28日，所屬队伍“闪耀七龙珠”获得最终胜利，成為“蜜蜂少女隊”出道成员之一。
2017年4月26日，發行电影《热血情敌》预告片宣传曲《穷得只剩音乐》。
6月24日，参加《中国有嘻哈》海選，获得导师吴亦凡金链子晋级，后因行程冲突退出。
2018年5月20日，发行个人首张EP《XIN》。
參演电影《蜜蜂少女队》和《蜜蜂少女队3》。
客串电影《爱情公寓》。
11月28日，Lady bees发行迷你专辑《Queen Bee》並拍攝音乐微电影《女力时代》。
2019年5月18日，参加《这！就是街舞第二季》，于明星队长吴建豪街道中成功晋级，止步于第五期七抢四Battle。
8月3日，出席街舞圈前辈杨文昊《VERVE 街舞專場》擔任表演嘉賓。
2019年下半年，Lady bees因各自成员未来规划不同，正式解散。

### 2020年至2021年：THE9
2020年3月12日，參加《青春有你2》。

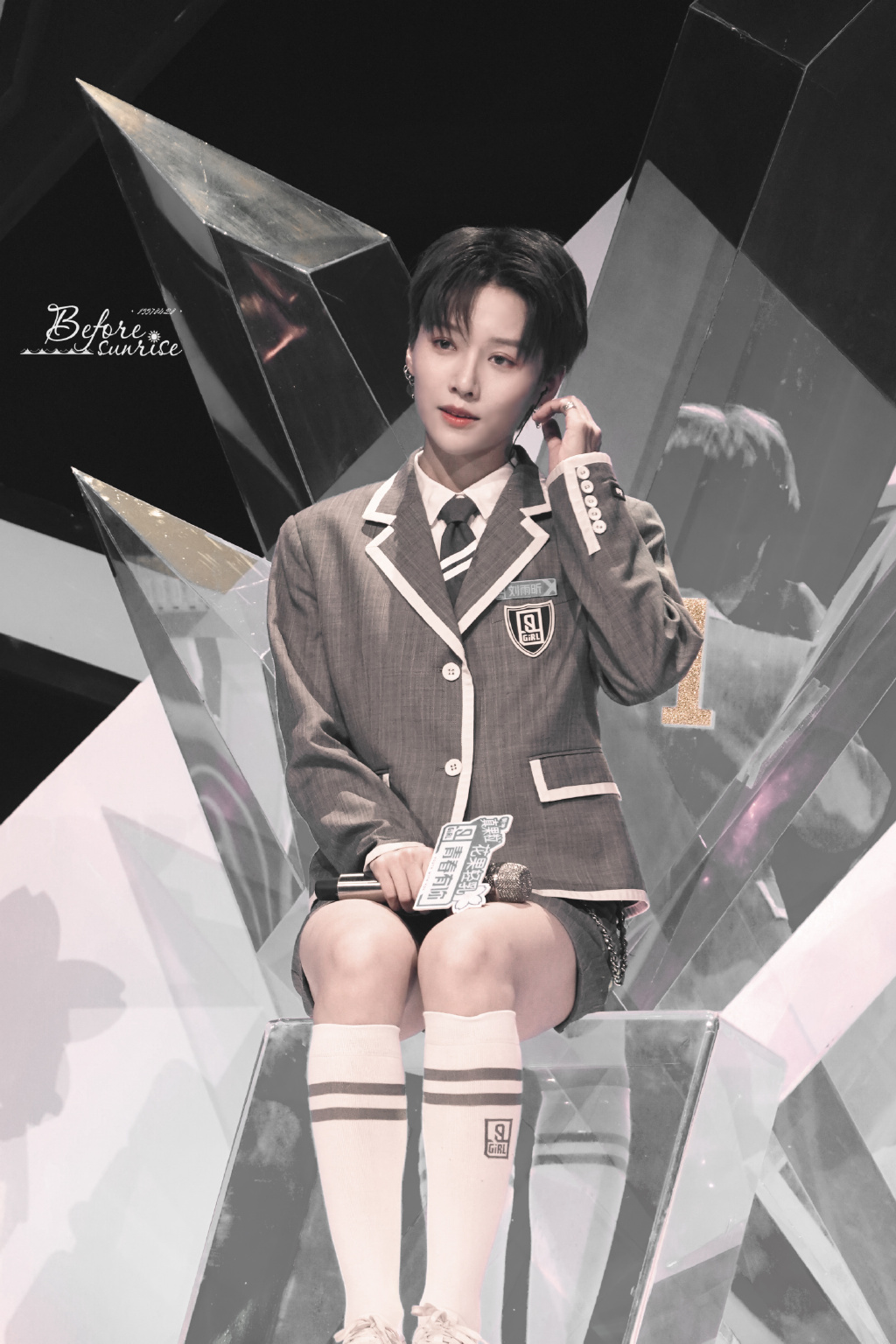
青春有你2总决赛現場

2月22日，自创曲《我的开场白》為自我介绍於社交媒体上官宣。
3月19日，初评级舞台表演《No Joke》获得A等级。
3月26日，首次公演位置测评为舞蹈组《破风》成员，获得184票成为组內第一，小組為舞蹈组第三。
4月5日，主題曲《YES! OK!》舞台中心位選拔，以26票成為主題曲中心位。
4月18日，第二次公演小组对决为A組《想见你想见你想见你》中心位，获得291票成为组內第一，全场MVP，小组公演第一。舞台播出后，获原唱八三夭公开称赞並發出約歌邀請。
5月7日，第三次公演主题考核为《Lion》组中心位，获得183票成为组內第一，全场MVP，小组公演第一。 
5月30日，总决赛成团夜直播中，最终助力值排名第一名，成為限定團體“THE NINE”中心位，同时獲得海外最受欢迎训练生称号。

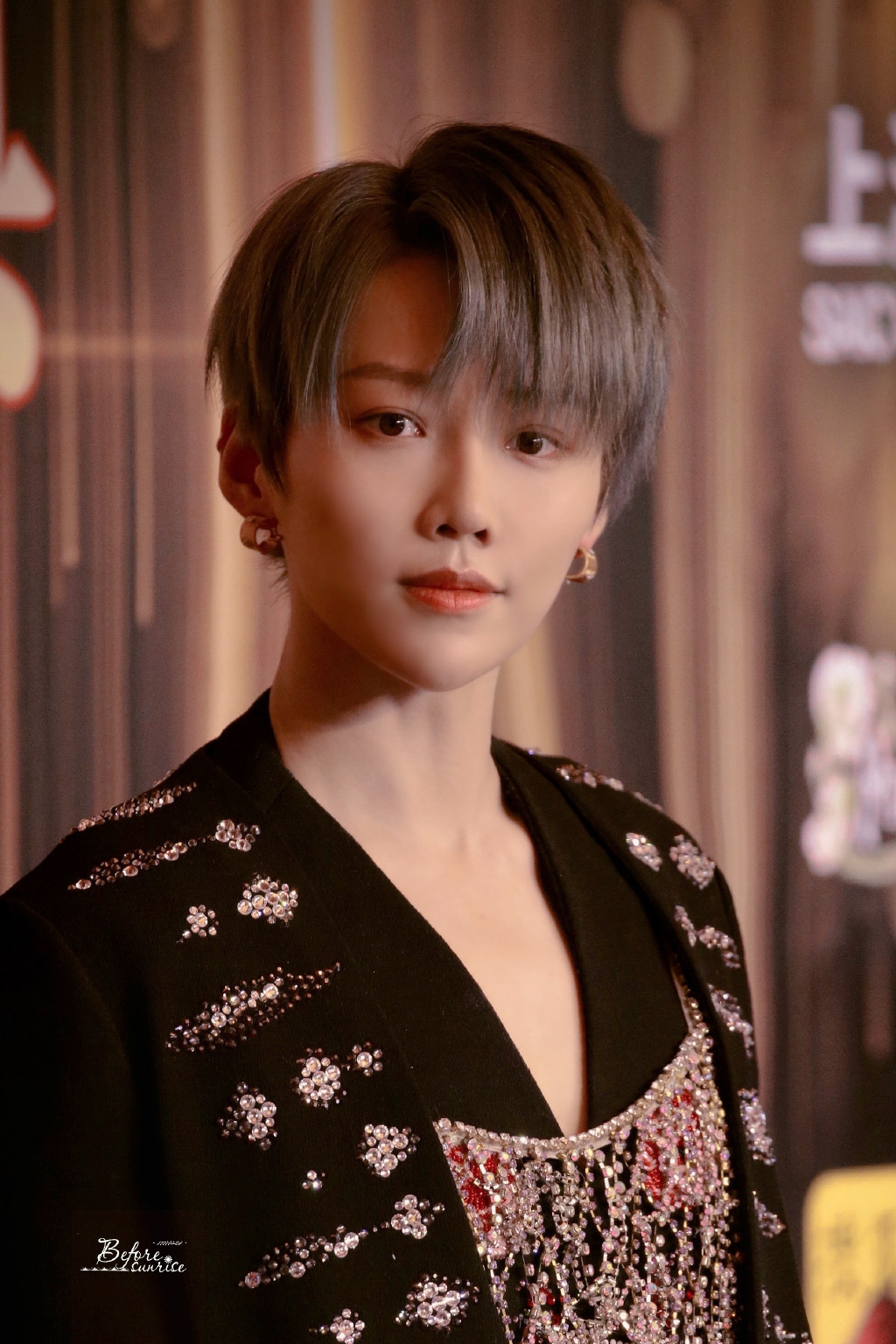
2020搜狐时尚盛典

6月1日，发行个人数位单曲《节奏病》，为THE9出道後首支個人作品。此作品从2019年开始筹备，邀请日本国际级音乐制作人Hiro和摄影师蜷川实花协助制作并远赴日本进行录音和拍摄工作。
6月5日，發布《节奏病》MV，舞蹈由日本顶级街舞团KING OF SWAG編舞並參與拍摄。
7月30日，發行《OPPO Reno4》廣告主題曲《超閃的夏天》。
9月4日，THE9首檔團綜《非日常派對》開播。
9月13日，參加《蒙面舞王》，成為第二賽段擂主並守擂成功，巅峰之夜获得最佳battle奖。
9月20日，出席《克里斯汀·迪奧，梦之设计师》展览，于個人户外音乐会演唱《不要想念你》和《Hot Party》。
10月3日，於《這！就是街舞第三季》总决赛表演《THIS IS X》致敬街舞。
10月11日，云听声音特辑《非遗第N年》开播，以非遗讲诉者身份诉说关于贵州省的非遗故事。
11月9日，以歌手身份，上榜福布斯中國30歲以下精英－文娛體育。
12月4日，首档常驻綜藝《潮流合伙人2》开播。
12月19日，於《搜狐时尚盛典》獲得年度人气明星奖，为THE9出道後第一個個人獎項。
12月25日，THE9發行首張正規專輯《MatriX》，专辑收录個人创作單曲《BiuBiu》 。
同日當選南都娛樂2020十大人物 。
12月28日，由凤凰网娱乐选为Feng向标2020年度人气女艺人。
12月31日，於《2021跨年演唱會》表演《BiuBiu》首秀 。
2021年1月5日，凤凰网娱乐年度策划《我们还有信仰 – 年度榜样》视频官宣。
2月10日，於《笑贏這一年喜劇春晚》與虞書欣、趙小棠，劉謙表演了魔術 。
2月11日，登上《2021年央視春晚》與群星共同演绎歌舞《奔跑的青春》。
3月26－27日，舉辦THE9首場線上直播演唱會《虛實之城》。
4月20日，發行個人第二張EP《EPSILON》，發布成長動畫《練習曲》MV，新歌《練習曲》實現與八三夭阿璞合作約定。
4月28日，發行《小茗同學》品牌合作單曲《小茗同學》。
8月3日，發行《球球大作戰》六周年主題曲《Hello,球球》。
8月7日，常駐《打卡吧！吃貨團》開播。
11月17日，於《第28屆東方風雲榜》獲得年度人氣歌手、網絡影響力女歌手、微博人氣歌手，演唱《Of Course》。
12月5日，THE9合約期滿。
12月11日，發行個人首張專輯《XANADU》。同日於《第三屆TMEA騰訊音樂娛樂盛典》獲得年度最佳唱跳歌手，演唱《Baby I Know》首秀。
12月31日，於《2022環球跨年冰雪盛典》與孫一文演唱《紅色高跟鞋》。

### 2022年至今
2022年1月30日，於《虎躍齊魯萬象新》與父母演唱《兩個TA》首秀。
2月5日，常駐《運動者聯濛》開播。
4月20日，發行數位單曲《青春賦》，為五四青年節獻禮曲目。
6月30日，發行數位單曲《守望者》，為《我的節日我的歌》系列之七一節日主題曲。
7月8日，常駐《超感星電音》開播。
7月18日，發行與寶兒合作單曲《Better》。
7月30日，常駐《打卡吧！吃貨團2》開播。
8月13日，常駐《這！就是街舞第五季》開播。
9月23日，於《超感星電音》總決賽獲得最具傳播力電音作品獎，並助力火星電台拿下年度音樂人大獎。
11月25日，於《第29屆東方風雲榜》獲得最受歡迎女歌手、最受微博網友期待舞台，演唱《Boom Tick Boom》首秀。
12月31日，於《夢圓東方·2023跨年盛典》演唱《Look Into The Mirror》、《幸會》首秀。
2023年1月19日，於《卯足勁頭弄春潮》演唱《夢之光年》為河南春晚定製歌曲。
2月17日，常駐《運動者聯盟》開播。
3月7日，發行群星合唱杭州亞運會主題推廣曲《從現在 到未來》。
3月17日，常駐《百川高校聲》開播。
4月15日，發行與白百何合唱第十三屆北京國際電影節推廣曲《忽然想起來》。
6月15日，發行《博物館之城》中華文明探源季主題曲《雖然留不住時光》。
6月25日，發行歌曲《閃光的童話》，收錄於以接力發歌形式的合作專輯《赤夢華夏》。
7月9日，於《第四屆TMEA騰訊音樂娛樂盛典》獲得年度新勢力製作人、最具影響力內地女歌手，演唱《Boom Tick Boom》。
8月12日，舉辦首場個人《2023XANADU》巡迴演唱會。
8月19日，發行《可口可樂 暢爽音棚》全球企劃合作曲《REAL LIFE》。
11月18日，於中華民族團結進步宣傳推廣大使發布儀式上成為宣傳推廣大使並授予證書。
12月31日，於《夢圓東方·2024跨年盛典》演唱《#63EBE9》首秀、《節奏病》。
2024年2月7日，於《齊歌龍咚鏘》演唱《隨心去走走》為河南春晚定製歌曲。
2月29日，發行與火星電台合作創作單曲《還記得》。
4月15日，首度站上《科切拉谷音樂藝術節》演唱《颶》、《Walls》、《Reality》首秀、《Boom Tick Boom》，成為首位在此獻唱的華語女歌手。
9月6日，發行第二張專輯《O》。
2025年5月23日，發行電視劇《藏海傳》插曲《誰在等》。

## 音樂作品

### 專輯
| #   | 專輯名稱 | 曲目 |
| 1st | 《XANADU》 - 發行日：2021年12月11日 - 語言：中文、英語 - 唱片公司：巨宇光杰文化 - 形態：數位專輯、實體專輯、黑膠唱片 | 曲目 1. Baby I Know 2. 黑日白月 3. 颶 4. New And More 5. 未知計畫 6. Look Into The Mirror 7. Like Love 8. 我和我 9. Boom Tick Boom 10. #63EBE9 11. 幸會（黑膠唱片專屬收錄歌曲） |
| 2nd | 《O》 - 發行日：2024年9月6日 - 語言：中文、英語 - 唱片公司：嘿喲音樂 - 形態：數位專輯、實體專輯                      | 曲目 1. Reality 2. Walls 3. Unwind 4. Never Forget 5. 看著月亮想你 6. 原來那個人 7. Take A Sip 8. 深深 9. 淘裡淘氣 10. 圓                                                       |

### 迷你專輯
| #   | 專輯名稱 | 曲目                                              |
| 1st | 《XIN》 - 發行日：2018年5月20日 - 語言：中文、英語 - 唱片公司：環球音樂/喜歡音樂 - 形態：數位專輯、實體專輯 | 1. Hot Party 2. Feel Good 3. 就是你 4. 不要想念你 |
| 2nd | 《EPSILON》 - 發行日：2021年4月20日 - 語言：中文、英語 - 唱片公司：愛豆青春 - 形態：數位專輯                | 1. Of Course 2. U&I 3. 練習曲                     |
| 3rd | 《Passion》 - 發行日：2021年4月20日 - 語言：中文、英語 - 唱片公司：88rising - 形態：數位專輯                | 1. Balancing 2. Passion 3. Easy                   |

### 數位單曲
| 發行時間       | 歌曲名稱             | 備註                               |
| 2016年12月13日 | 《2016 REM¥IX DAMN》 |                                    |
| 2018年9月28日  | 《從不》             | 17歲個人單曲                       |
| 2018年9月28日  | 《SHOW TIME》        |                                    |
| 2018年9月28日  | 《十八》             | 18歲個人單曲                       |
| 2020年         | 《二字當頭》         | 20歲個人單曲                       |
| 2020年6月1日   | 《節奏病 BEATHOLIC》 | [ 30 ]                             |
| 2020年12月25日 | 《BiuBiu》           | 收錄於THE9首張正規專輯《MatriX》   |
|                | 《兩個TA》           | 未發行音源                         |
|                | 《I Will》           | 未發行音源                         |
| 2022年4月20日  | 《青春賦》           | 五四青年節獻禮曲目                 |
| 2022年6月30日  | 《守望者》           | 《我的節日我的歌》七一節日主題曲   |
| 2022年7月18日  | 《Better》           | 合作單曲（與 寶兒）                |
| 2023年1月20日  | 《夢之光年》         | 河南春晚定製歌曲                   |
| 2023年3月7日   | 《從現在 到未來》    | 杭州亞運會主題推廣曲（與 群星）    |
| 2023年4月15日  | 《忽然想起來》       | 北京國際電影節推廣曲（與 白百何）  |
| 2023年6月15日  | 《雖然留不住時光》   | 《博物館之城》中華文明探源季主題曲 |
| 2023年6月25日  | 《閃光的童話》       | 收錄於音樂人合作專輯《赤夢華夏》   |
| 2024年2月5日   | 《隨心去走走》       | 河南春晚定製歌曲                   |
| 2024年2月29日  | 《還記得》           | 合作創作單曲（與 火星電台）        |
| 2025年1月21日  | 《MISS,LADY》        |                                    |
| 2025年2月14日  | 《我原諒你》         | 情人節單曲                         |
| 2025年4月18日  | 《夢想的呼吸》       |                                    |
| 2025年6月15日  | 《老爸你在幹嘛》     | 父親節主題曲                       |
| 2025年7月31日  | 《山河守望》         | 中國人民解放軍建軍98週年主題推廣曲 |

### 影視單曲
| 发行时间      | 歌曲名称         | 備註                                              |
| 2017年4月26日 | 《窮得只剩音樂》 | 電影《熱血情敵》預告片宣傳曲（與 曾詠熙、張悠然） |
| 2025年1月23日 | 《答案》         | 12345市民熱線紀錄電影《您的聲音》主題曲           |
| 2025年5月23日 | 《誰在等》       | 電視劇《藏海傳》插曲                              |

### 商務單曲
| 發行時間      | 歌曲名稱       | 備註                                               |
| 2020年7月30日 | 《超閃的夏天》 | 《OPPO Reno4》廣告主題曲（與 虞書欣、趙小棠）      |
| 2021年4月28日 | 《小茗同學》   | 《小茗同學》品牌合作單曲（與 范丞丞）              |
| 2021年8月3日  | 《Hello,球球》 | 《球球大作戰》六周年主題曲                         |
| 2023年8月19日 | 《REAL LIFE》  | 《可口可樂 暢爽音棚》全球企劃合作曲（與 Ofenbach） |

### 青春有你2时期
| 歌曲名称（歌曲说明）                       | 原唱者              | 備註                     |
| 《No Joke》（初评级舞台）                  | 羅志祥              | 等級 A                   |
| 《让世界充满爱》（全体训练生共唱公益歌曲） | 群星                |                          |
| 《破风(The Eve)》（位置测评歌曲）          | EXO                 | 小組第一名，等級 B       |
| 《YES! OK!》(《青春有你2》主题曲）         | 青春有你2训练生     | C位，等級 A              |
| 《想见你想见你想见你》（小组竞演歌曲）     | 八三夭              | C位、小組第一名，全場MVP |
| 《十面埋伏2》（小组复仇歌曲）              | 艾菲／李斯丹妮      | 小組獲勝                 |
| 《Lion》（主題考核歌曲）                   | Lion 组             | C位、小組第一名，全場MVP |
| 《溯》（奖励舞台歌曲）                     | CORSAK / 马吟吟     | C位，作Rap詞             |
| 《I'm Not Yours》（導師合作舞台歌曲）      | 蔡依林 / 安室奈美惠 | 隊長                     |
| 《A Little Bit》（最终舞台歌曲）           | A Little Bit 小组   |                          |
| 《Promise》（出道夜離別曲）                | 青春有你2前20训练生 |                          |

## 影視作品

### 電影
| 播出年份 | 片名            | 角色   | 備註 |
| 2018年   | 《蜜蜂少女隊》  | 劉雨昕 | 配角 |
| 2018年   | 《愛情公寓》    | DJ     | 客串 |
| 2019年   | 《蜜蜂少女隊3》 | 劉雨昕 | 配角 |

### 微電影 / 短片
| 播出年份 | 片名             | 角色   | 備註                                         | 合作藝人 |
| 2019年   | 《女力時代》     | 劉雨昕 | Lady bees“Queen Bee”音樂微電影               | 許和琪   |
| 2020年   | 《築夢》         | 劉雨昕 | “COSMOHits”微電影                            | －       |
| 2021年   | 《我們還有信仰》 | 劉雨昕 | 鳳凰網娛樂年終策劃“年度榜樣”THE9-劉雨昕 短片 | －       |

### 音樂錄影帶
| 播出年份 | 公開日期 | 曲目                     | 收錄專輯            | 備註                                              |
| 2017年   | 4月25日  | 《窮得只剩音樂》         | 不適用              | 電影《熱血情敵》預告片宣傳曲（與 曾詠熙、張悠然） |
| 2018年   | 5月26日  | 《Hot Party》            | 《XIN》             | 首張創作EP《XIN》主打歌                           |
| 2018年   | 7月3日   | 《不要想念你》           | 《XIN》             |                                                   |
| 2018年   | 7月6日   | 《就是你》               | 《XIN》             | 電視劇《瘋狂劇團》片頭曲                          |
| 2020年   | 6月5日   | 《節奏病BEATHOLIC》      | 《節奏病BEATHOLIC》 | Feat. Dancer KING OF SWAG                         |
| 2020年   | 7月30日  | 《超閃的夏天》           | 不適用              | 《OPPO Reno4》廣告主題曲（與 虞書欣、趙小棠）     |
| 2021年   | 4月28日  | 《小茗同學》             | 不適用              | 《小茗同學》品牌合作單曲（與 范丞丞）             |
| 2021年   | 8月8日   | 《Hello,球球》           | 不適用              | 《球球大作戰》六周年主題曲                        |
| 2021年   | 12月16日 | 《Baby I Know》          | 《XANADU》          |                                                   |
| 2021年   | 12月30日 | 《黑日白月》             | 《XANADU》          |                                                   |
| 2022年   | 1月27日  | 《颶》                   | 《XANADU》          |                                                   |
| 2022年   | 2月24日  | 《New And More》         | 《XANADU》          |                                                   |
| 2022年   | 3月17日  | 《未知計畫》             | 《XANADU》          |                                                   |
| 2022年   | 4月14日  | 《Look Into The Mirror》 | 《XANADU》          |                                                   |
| 2022年   | 4月28日  | 《Like Love》            | 《XANADU》          |                                                   |
| 2022年   | 5月19日  | 《我和我》               | 《XANADU》          |                                                   |
| 2022年   | 7月14日  | 《Boom Tick Boom》       | 《XANADU》          |                                                   |
| 2022年   | 7月18日  | 《Better》               | 不適用              | 合作單曲（與 寶兒）                               |
| 2023年   | 3月7日   | 《從現在 到未來》        | 不適用              | 杭州亞運會主題推廣曲（與 群星）                   |
| 2023年   | 4月15日  | 《忽然想起來》           | 不適用              | 北京國際電影節推廣曲（與 白百何）                 |
| 2023年   | 6月15日  | 《雖然留不住時光》       | 不適用              | 《博物館之城》中華文明探源季主題曲                |
| 2023年   | 7月17日  | 《#63EBE9》              | 《XANADU》          |                                                   |
| 2024年   | 4月19日  | 《Reality》              | 不適用              |                                                   |
| 2025年   | 5月24日  | 《誰在等》               | 不適用              | 電視劇《藏海傳》插曲                              |

## 常駐綜藝
| 播出年份       | 日期                               | 播放频道/平台     | 节目名称               | 角色               | 備註                                        |
| 2012年         |                                    | 湖南卫视          | 《向上吧！少年》       | 參賽者             | 冠軍 ，最向上少年獎                         |
| 2013年         |                                    | 东方卫视          | 《舞林争霸》           | 參賽者             | [ 10 ]                                      |
| 2016年         | 3月12日－5月28日                   | 浙江衛視          | 《蜜蜂少女隊》         | 訓練生             | 獲勝出道                                    |
| 2019年         | 5月18日－6月15日                   | 优酷              | 《這！就是街舞第二季》 | 參賽者             | 全國49強                                    |
| 2020年         | 3月12日－6月6日                    | 爱奇藝            | 《青春有你2》          | 訓練生             | 第1名、C位出道，海外最受歡迎訓練生          |
| 2020年         | 9月4日－11月20日                   | 爱奇藝            | 《非日常派對》         | 派對發起人         | THE9首檔團綜                                |
| 2020年         | 9月13日－9月20日 10月4日、10月18日 | 江蘇衛視          | 《蒙面舞王》           | 蒙面舞者（調皮蛋） | 第二賽段擂主 守擂成功，最佳BATTLE獎         |
| 2020年－2021年 | 12月4日－2月19日                   | 愛奇藝            | 《潮流合伙人2》        | 合伙人             | 衍生綜藝《下班啦！合伙人2》                 |
| 2021年         | 8月7日－10月23日                   | 東方衛視          | 《打卡吧！吃貨團》     | 吃貨團成員         | [ 53 ]                                      |
| 2022年         | 2月5日－2月20日 2月12日－3月6日    | 北京衛視 咪咕視頻 | 《運動者聯濛》         | 預選隊員           | 冬奧特別版 完整版                           |
| 2022年         | 7月8日－9月23日                    | 優酷              | 《超感星電音》         | 歌手               | 衍生綜藝《超感電音心》 最具傳播力電音作品獎 |
| 2022年         | 7月30日－11月5日                   | 東方衛視          | 《打卡吧！吃貨團2》    | 吃貨團成員         | [ 63 ]                                      |
| 2022年         | 8月13日－10月29日                  | 優酷              | 《這！就是街舞第五季》 | 隊長               | 衍生綜藝《一起火鍋吧3》                     |
| 2023年         | 2月17日－4月21日                   | 芒果TV            | 《運動者聯盟》         | 聯盟成員           | [ 68 ]                                      |
| 2023年         | 3月17日－3月24日                   | 抖音              | 《百川高校聲》         | 學姐               | [ 70 ]                                      |

## 活動

### 粉絲見面會
| 年份   | 日期    | 地點                      | 主題                                        | 備註   |
| 2018年 | 8月19日 | 中國上海 大寧國際商業廣場 | 【「完美昕偶像」劉雨昕《XIN》EP粉絲見面會】 | [ 90 ] |

### 演唱會
| 年份   | 日期    | 主題                | 城市 | 場館                  | 表演曲目 |
| 2023年 | 8月12日 | 仙那度巡迴演唱會    | 廣州 | 廣州寶能觀致文化中心  | 曲目 1. 颶 2. New And More 3. 未知計畫 4. Look Into The Mirror 5. Boom Tick Boom 6. 從不 7. 二字當頭 8. 未公開原創曲 9. Feel Good 10. 需要 11. 練習曲 12. Of Course 13. 我和我 14. 不要想念你 15. Baby I Know 16. I Will 17. Hot Party 18. #63EBE9 19. U&I 20. 想見你想見你想見你 21. 風雨同昕 22. 節奏病 BEATHOLIC 23. BiuBiu                               |
| 2023年 | 8月26日 | 仙那度巡迴演唱會    | 成都 | 東安湖體育公園        | 曲目 1. 颶 2. New And More 3. 未知計畫 4. Look Into The Mirror 5. Boom Tick Boom 6. 從不 7. 二字當頭 8. 兩個TA 9. Feel Good 10. 需要 11. 練習曲 12. Of Course 13. 我和我 14. 不要想念你 15. Baby I Know 16. I Will 17. Hot Party 18. #63EBE9 19. U&I 20. Like Love 21. 風雨同昕 22. 黑日白月 23. 節奏病 BEATHOLIC                                            |
| 2023年 | 9月16日 | 仙那度巡迴演唱會    | 上海 | 梅賽德斯-奔馳文化中心 | 曲目 1. 颶 2. New And More 3. 未知計畫 4. Look Into The Mirror 5. Boom Tick Boom 6. 從不 7. 二字當頭 8. 黑日白月 9. Feel Good 10. Real Life 11. 練習曲 12. Of Course 13. 我和我 14. 不要想念你 15. Baby I Know 16. I Will 17. Hot Party 18. #63EBE9 19. U&I 20. 就是你 21. 風雨同昕 22. Better 23. 節奏病 BEATHOLIC                                          |
| 2023年 | 10月6日 | 仙那度巡迴演唱會    | 北京 | 凱迪拉克中心          | 曲目 1. 颶 2. New And More 3. 未知計畫 4. Look Into The Mirror 5. Boom Tick Boom 6. 從不 7. 十八 8. 二字當頭 9. Feel Good 10. 幸會 11. 練習曲 12. Of Course 13. 我和我 14. 不要想念你 15. Baby I Know 16. I Will 17. Hot Party 18. 對面的女孩看過來 Feat.任賢齊 19. #63EBE9 20. U&I 21. 忽然想起來 22. 風雨同昕 23. 節奏病 BEATHOLIC 24. 黑日白月 25. BiuBiu |
| 2025年 | 7月5日  | 仙那度2.0巡迴演唱會 | 上海 | 上海東方體育中心      | 曲目 1. 圓 2. Look Into The Mirror 3. New And More 4. Walls 5. Boom Tick Boom 6. Reality 7. Never Forget 8. 淘裡淘氣 9. 就是你 10. 未知計畫 11. 練習曲 12. 原來那個人 13. 我原諒你 14. 記得 15. 妥協 16. 看著月亮想你 17. 誰在等 18. Take A Sip 19. Of Course 20. Unwind 21. Baby I Know Feat.任嘉倫 22. 節奏病 23. MISS,LADY 24. 風雨同昕                   |

## 雜誌

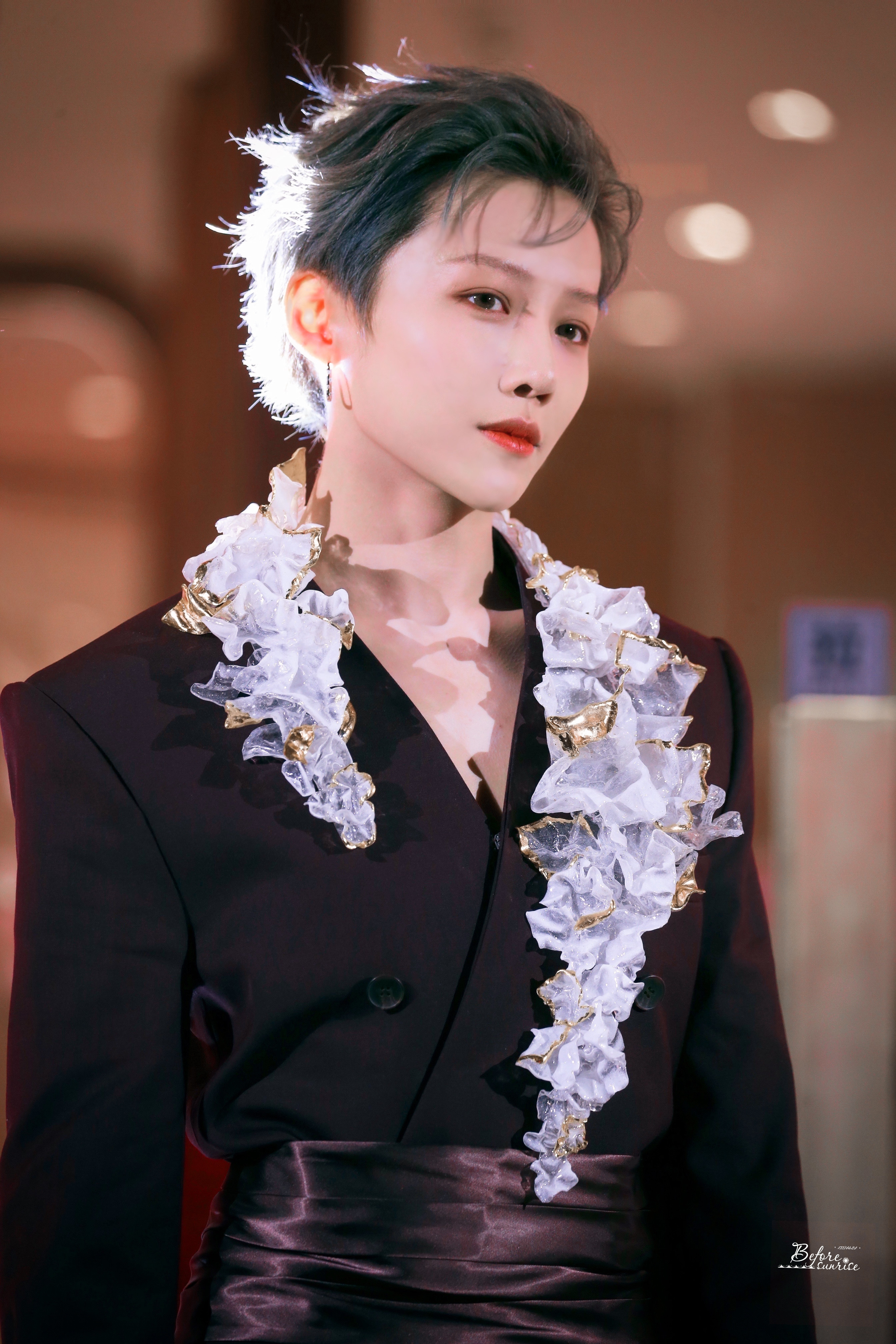
哈根达斯活动現場

| 發行年份 | 日期     | 名稱                          | 期數               | 備註                                                |
| 2020年   | 4月9日   | 《ELLEidol》                  | 特別刊             | 電子刊，與 青春有你2主題曲A班                       |
| 2020年   | 7月1日   | 《新周刊》                    | 第566期            | 專訪、雜誌內頁，與 THE9                             |
| 2020年   | 7月      | 《NYLON尼龍》                 | 七月刊             | 雜誌封面、內頁，與 THE9                             |
| 2020年   | 8月      | 《Men's Health男士健康》      | 八月刊             | 雜誌封面、內頁，與 THE9                             |
| 2020年   | 8月      | 《YOHO！潮流誌》              | 八月刊             | 雜誌封面、內頁，與 THE9                             |
| 2020年   | 8月12日  | 《三聯生活周刊》              | －                 | “2020畢業季 請回答”問答局                           |
| 2020年   | 8月29日  | 《InStyle優家畫報》           | 第35期/總611期     | 雜誌封面、內頁                                      |
| 2020年   | 8月      | 《InStyle Icon》              | 創刊號             | 雜誌封面、內頁，特別珍藏版（限量10,000本）          |
| 2020年   | 9月      | 《時尚健康》                  | 九月刊/總第453期   | 雜誌封面、內頁                                      |
| 2020年   | 9月      | 《時裝L'OFFICIEL》            | 十月刊/總第481期   | 雜誌雙封面、內頁                                    |
| 2020年   | 10月     | 《NYLON尼龍》                 | 十月刊             | 雜誌封面、內頁                                      |
| 2020年   | 10月     | 《時尚COSMOPOLITAN》          | 十月刊             | 雜誌內頁                                            |
| 2020年   | 11月     | 《睿士ELLEMEN 新青年》        | 冬季刊             | 雜誌雙封面、內頁（首位雙封面人物）                  |
| 2020年   | 12月23日 | 《红秀GRAZIA》                | 總第488期          | 專訪、雜誌封面、內頁                                |
| 2020年   | 12月28日 | 《博客天下》                  | 第24期/總第330期   | 文字採訪、雜誌封面、內頁                            |
| 2021年   | 1月1日   | 《OK！精彩》                  | 開年刊/總第217期   | 雜誌封面、內頁                                      |
| 2021年   | 2月      | 《VOGUE me》                  | 開年刊/二月刊      | 雜誌封面、單人封面、內頁，與 鄧紫棋、劉浩存、翎Ling |
| 2021年   | 3月      | 《风度men's uno》             | 三月刊             | 雜誌封面、內頁                                      |
| 2021年   | 4月      | 《Wonderland》                | 周年刊/生日刊      | 雜誌雙封面、內頁，主理人                            |
| 2021年   | 4月      | 《时装男士L'OFFICIEL HOMMES》 | 五月刊             | 雜誌封面、內頁（L'OFFICIEL 100周年封面系列人物）    |
| 2021年   | 4月24日  | 《InStyle優家畫報》           | 第17期/總645期     | 雜誌雙封面、內頁                                    |
| 2021年   | 5月      | 《SuperELLE欣漾》             | 六月刊             | 雜誌封面、內頁                                      |
| 2021年   | 6月9日   | 《紅秀GRAZIA》                | 總第511期          | 雜誌封面、內頁，與 THE9                             |
| 2021年   | 6月      | 《芭莎藝術BBART》             | 六月刊/總第18期    | 雜誌封面、內頁                                      |
| 2021年   | 7月      | 《時尚健康》                  | 七月刊/總第475期   | 雜誌封面、內頁（時尚健康 21周年号）                 |
| 2022年   | 1月      | 《Madame Figaro世界》         | 開年刊/一月刊      | 雜誌封面、內頁                                      |
| 2022年   | 3月      | 《時裝L'OFFICIEL》            | 三月刊/總第515期   | 雜誌封面、內頁                                      |
| 2022年   | 4月16日  | 《環球人物》                  | 總第467期          | 專訪、雜誌內頁                                      |
| 2022年   | 4月      | 《Schon！CHINA》              | 四月刊             | 雜誌封面、內頁                                      |
| 2022年   | 5月      | 《Harper's Bazaar Vietnam》   | 五月刊             | 雜誌封面、內頁                                      |
| 2022年   | 5月下    | 《青年文摘·彩版》             | 半月刊/總第367期   | 專訪、雜誌內頁                                      |
| 2022年   | 11月     | 《智族GQ》                    | 十一月刊/總第350期 | 雜誌封面、內頁，與 張凌赫、林一                     |
| 2022年   | 12月     | 《SuperELLE欣漾》             | 閉年刊/十二月刊    | 雜誌封面、內頁                                      |
| 2023年   | 6月      | 《時裝L'OFFICIEL》            | 六月刊/總第545期   | 雜誌雙封面、內頁                                    |
| 2023年   | 8月      | 《時尚COSMOPOLITAN》          | 八月刊/周年刊      | 雜誌雙封面、內頁（COSMO 30周年號）                  |
| 2023年   | 11月     | 《人物》                      | 十一月刊           | 專訪、雜誌封面、內頁                                |
| 2023年   | 12月     | 《SuperELLE欣漾》             | 閉年刊/十二月刊    | 雜誌封面、內頁                                      |
| 2024年   | 4月      | 《Marie Claire NOW》          | 春季刊             | 雜誌封面、內頁                                      |
| 2024年   | 5月2日   | 《美國Galore》                | 電子刊             | 雜誌內頁                                            |
| 2024年   | 9月      | 《红秀GRAZIA》                | 總第678期          | 雜誌雙封面、內頁 （GRAZIA 15周年號）                |
| 2024年   | 12月     | 《時裝L'OFFICIEL》            | 十二月刊/總第581期 | 雜誌雙封面、內頁                                    |

## 公益活动
2016年9月5日，刘雨昕参與MusicRadio我要上学1200助学行动，帮助需要关爱的贫困留守儿童并现场筹集善款。9月6日，出席“刘谦基金，音爱微笑谦手爱团圆”慈善活动。10月29日，再次登上2016MusicRadio我要上学映客直播1200助学行动，爱心路演上海站活动现场，义卖亲笔签名爱心手札。

2017年9月，刘雨昕以FACE时尚协会慈善活动－爱心大使，到上海浦东辅读学校探望自闭症孩子。

2018年9月，刘雨昕参与上海海康贝基金会“音爱微笑进校园活动”帮助患有自闭症的儿童。
同月，参与FACE慈善基金公益和杉树支教共同举办“大凉山公益活动”。

2019年1月31日，刘雨昕参与线头公益2019年度公益活動－义卖星推官，为指定公益项目“千里西藏助学”义卖闲置的私人物品，为西藏日喀则地区的孩子们翻建一所世界上海拔最高最美的希望小学。

2020年5月25日，刘雨昕向爱小丫基金（中国社会福利基金会）捐赠一万元，用于改善贫困山区女童生理卫生条件。
9月9日，作为人人公益－爱心大使，参与中国扶贫基金会“美好学校”项目。
2021年1月18日，劉雨昕受邀参與南方周末、南周文创與“发现文化创新，推动艺术公益”为使命的北京当代艺术基金会（BCAF），推出“万象回春”新春艺术公益礼盒，销售收入的一部分会用于支持BCAF文化记者青年人才奖学金公益项目，支持文化事业发展 。

## 獎項及榮譽

### 音樂獎項
| 年份   | 頒獎典禮                       | 獎項                    | 獲獎作品            | 結果 |
| 2019年 | 第九屆金都念慈菴流行音樂全金榜 | 年度新銳唱跳歌手        | 不適用              | 獲獎 |
| 2020年 | 全球中文音乐榜上榜             | 央視6月第三週榜單第一名 | 《節奏病BEATHOLIC》 | 獲獎 |
| 2020年 | 第十四屆音樂盛典咪咕匯         | 年度10大金曲            | 《就是你》          | 獲獎 |
| 2021年 | 第28屆東方風雲榜               | 年度人氣歌手            | 不適用              | 獲獎 |
| 2021年 | 第28屆東方風雲榜               | 網絡影響力女歌手        | 不適用              | 獲獎 |
| 2021年 | 第28屆東方風雲榜               | 微博人氣歌手            | 不適用              | 獲獎 |
| 2021年 | 第三屆TMEA騰訊音樂娛樂盛典     | 年度最佳唱跳歌手        | 不適用              | 獲獎 |
| 2021年 | 亞洲流行音樂大獎               | 最佳舞蹈表演            | 《Of Course》       | 提名 |
| 2021年 | 亞洲流行音樂大獎               | PEOPLE'S CHOICE AWARD   | 《Of Course》       | 獲獎 |
| 2022年 | 第29屆東方風雲榜               | 最受歡迎女歌手          | 不適用              | 獲獎 |
| 2022年 | 第29屆東方風雲榜               | 最受微博網友期待舞台    | 《Boom Tick Boom》  | 獲獎 |
| 2022年 | 亞洲流行音樂大獎               | 年度製作                | 《黑日白月》        | 獲獎 |
| 2023年 | 2022微博之夜                   | 微博年度突破音樂人      | 不適用              | 獲獎 |
| 2023年 | 第四屆TMEA騰訊音樂娛樂盛典     | 年度新勢力製作人        | 不適用              | 獲獎 |
| 2023年 | 第四屆TMEA騰訊音樂娛樂盛典     | 最具影響力內地女歌手    | 不適用              | 獲獎 |

### 其它獎項
| 年份   | 頒獎典禮                   | 獎項           | 結果 |
| 2020年 | 搜狐時尚盛典               | 年度人氣明星   | 獲獎 |
| 2020年 | 鳳凰網Feng向標2020年度榜單 | 年度人氣女藝人 | 獲獎 |
| 2021年 | 鳳凰網時尚之選頒獎盛典     | 年度音樂人     | 獲獎 |
| 2023年 | 智族GQ MOTY年度人物盛典    | 年度向上力量   | 獲獎 |

### 榮譽榜
| 年份   | 榜單                             | 結果 |
| 2020年 | 福布斯中國30歲以下精英－文娛體育 | 上榜 |
| 2020年 | 南都娛樂十大人物                 | 當選 |

## 外部連結
- 劉雨昕的新浪微博
- 劉雨昕的Instagram帳戶
- 刘雨昕的抖音账号
- 刘雨昕的小红书账号
- 劉雨昕工作室的新浪微博